# RubyGems
RubyGems è un gestore di pacchetti per il linguaggio di programmazione Ruby che fornisce un formato standard, per distribuire i programmi e le librerie scritti in Ruby, chiamato gems (dall'inglese: gemme) è inoltre uno strumento progettato per facilitare la gestione dell'installazione delle "gemme" e per la loro distribuzione.
RubyGems non è compatibile con tutti i sistemi di gestione dei pacchetti di Linux e la disposizione dei file system.